# Sbarramento (guerra)

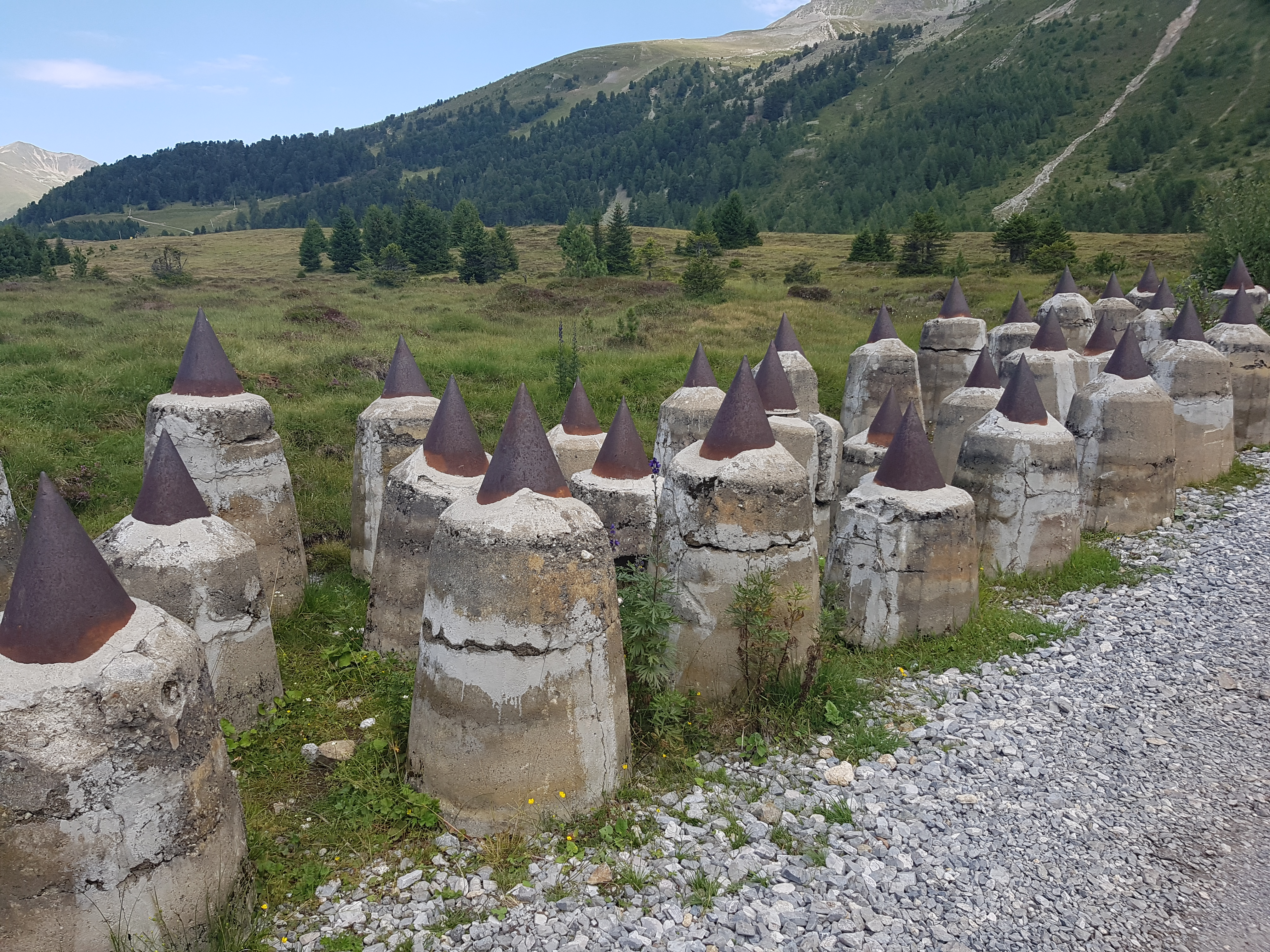
Denti di drago allo Sbarramento Pian dei Morti, un tipo di sbarramento passivo contro i mezzi terrestri

Lo sbarramento in campo militare è l'azione di ostacolare il movimento nemico, in modo da impedirne il passaggio, o almeno renderlo più pericoloso e difficile. Può riguardare il movimento terrestre, navale o aereo. Il termine sbarramento può riferirsi sia alla manovra di impedimento effettuata, sia all'ostacolo fisico o sistema di ostacoli, attivi o passivi, che viene messo in opera come fortificazione.

## Tipologia
La manovra può essere un'azione di fuoco (fuoco di sbarramento), in particolare in condizioni di scarsa visibilità; si cerca di arrestare l'avanzamento del nemico che attacca, sparando diffusamente davanti alle proprie forze difensive, a distanza ridotta purché sufficiente a evitare il fuoco amico.
In ambiente di montagna lo sbarramento consiste tipicamente in un complesso di più opere difensive o postazioni isolate, con una funzione tattica comune e coordinate da un unico comando. Molte strutture del Vallo Alpino sono note come sbarramenti nel loro nome proprio.
Lo sbarramento stradale è un ostacolo artificiale attivo, costituito prevalentemente con mine anticarro posate sulla strada in vista del possibile arrivo di veicoli nemici. Viene tipicamente integrato da elementi di striscia minata posati ai lati della strada, per impedire l'aggiramento a corto raggio del tratto di strada minato.
In ambito navale l'attraversamento di un tratto di mare può essere ostacolato con il dispiegamento di unità difensive o di reti, ad esempio il Blocco del Canale d'Otranto, messo in atto durante la prima guerra mondiale, viene definito uno sbarramento navale.
Lo sbarramento antiaereo è un complesso di palloni frenati sospesi in aria e collegati tra loro con cavi e reti, che costituiscono impedimenti fisici al passaggio dei velivoli allo scopo di proteggere centri abitati o installazioni militari da incursioni aeree a bassa quota. Il metodo fu ampiamente usato dai britannici durante la seconda guerra mondiale.
In ambito aereo e navale lo sbarramento può rappresentare anche un sistema di sola individuazione, allo scopo di intercettare il passaggio dei mezzi nemici. Lo sbarramento luminoso viene realizzato con fasci luminosi di proiettori incrociati, che aumentano la visibilità di eventuali aeromobili o navi nemici di passaggio. Analogamente lo sbarramento radar è un dispositivo o un insieme di dispositivi basati su radar per individuare l'eventuale passaggio di forze aeree e navali nemiche.